# Edgar Çani
Pour les articles homonymes, voir Çani.
Edgar Junior Çani, né le 22 juillet 1989 à Tirana, est un footballeur international albanais. Il occupe actuellement le poste d'attaquant.

## Biographie

### Son parcours en Italie
Né en Albanie mais ayant vécu dès son jeune âge à Città della Pieve en Italie, Edgar Çani commence à jouer au football à Pescara. Formé au club, il fait ses débuts en équipe professionnelle lors de la deuxième moitié de la saison 2006-2007. Descendu en troisième division, Pescara fait confiance à son jeune joueur qui ne tarde pas à se faire remarquer. En janvier 2008, Palerme lui fait signer un contrat. Réserviste lors des premiers mois, Çani joue son premier match en Serie A le 27 avril contre l'Atalanta.
Mais ne bénéficiant pas d'un grand temps de jeu, Palerme décide d'envoyer l'Albanais dans des clubs italiens plus modestes sous la forme de prêts. C'est ainsi que durant trois ans, il découvre la Serie B avec Ascoli, Padoue, Plaisance et Modena, ces quatre expériences étant à chaque fois concluantes.

### Tente de se montrer au Polonia Varsovie
Mis sur le marché des transferts par Palerme, Edgar Çani rejoint le Polonia Varsovie en juillet 2011, tout d'abord sous la forme d'un prêt. Mais ne souhaitant pas le retenir, le président de Palerme, qui possède de par sa société le contrat du joueur, décide de le résilier. Titularisé la plupart du temps à la pointe de l'attaque, Çani doit attendre la septième journée et le derby contre le Legia pour inscrire son premier but sous ses nouvelles couleurs, un but qui permet à son équipe de remporter le match. À partir de ce moment, Çani devient le buteur du Polonia. Ses dirigeants n'hésitent pas alors à prolonger son contrat de trois ans, sans savoir qu'il sera appelé en sélection quelques jours plus tard. Le 29 février 2012, pour son premier match avec l'Albanie, il marque le seul but de son équipe, opposée à la Géorgie et qui perd la rencontre deux buts à un.

### Catane
En janvier 2013, il signe en faveur de Catane Calcio, pour un contrat de trois ans et demi.

## Palmarès
Néant